# Armée de Terre
Armée de Terre (Kod UCI: ADT) – francuska zawodowa grupa kolarska istniejąca w latach 2011-2017. W latach 2015-2017 znajdowała się w dywizji UCI Continental Teams. Grupę rozwiązano pod koniec 2017 roku.

## Skład 2017
| Imię i nazwisko    | Data urodzenia            | Narodowość |
| ------------------ | ------------------------- | ---------- |
| Bryan Alaphilippe  | 17 sierpnia 1995(dts)     | Francja    |
| Romain Campistrous | 16 lipca 1992(dts)        | Francja    |
| Fabien Canal       | 4 kwietnia 1989(dts)      | Francja    |
| Bastien Duculty    | 28 listopada 1992(dts)    | Francja    |
| Thibault Ferasse   | 12 września 1994(dts)     | Francja    |
| Damien Gaudin      | 20 sierpnia 1986(dts)     | Francja    |
| Yann Guyot         | 26 lutego 1986(dts)       | Francja    |
| Morgan Kneisky     | 31 sierpnia 1987(dts)     | Francja    |
| Romain Le Roux     | 3 lipca 1992(dts)         | Francja    |
| Kévin Lebreton     | 30 października 1993(dts) | Francja    |
| Jordan Levasseur   | 29 maja 1995(dts)         | Francja    |
| Julien Loubet      | 11 stycznia 1985(dts)     | Francja    |
| Jerome Mainard     | 25 sierpnia 1986(dts)     | Francja    |
| Stéphane Poulhies  | 26 czerwca 1985(dts)      | Francja    |
| Jimmy Raibaud      | 13 listopada 1991(dts)    | Francja    |
| Thomas Rostollan   | 18 marca 1986(dts)        | Francja    |
| Kévin Sireau       | 18 kwietnia 1987(dts)     | Francja    |
| Benjamin Thomas    | 12 września 1995(dts)     | Francja    |
| Steven Tronet      | 14 października 1986(dts) | Francja    |
| Yannis Yssaad      | 25 czerwca 1993(dts)      | Francja    |